# Centrum (Limanowa)
Centrum – część Limanowej, położona w województwie małopolskim, w powiecie limanowskim, w Polsce. W obrębie osiedla znajdują się ulice: Boczna, Bulwary, Cicha, Jana Kilińskiego, Marii Konopnickiej, Ks. Ludwika Kowalskiego, Tadeusza Kościuszki (od Rynku do ul. Ogrodowej), Krótka, Ks. Kazimierza Łazarskiego, Józefa Marka (od Rynku do ronda Józefa Becka), Mieczysława Mordarskiego, Mały Rynek, Matki Boskiej Bolesnej (od Rynku do mostu na potoku Mordarka), Jana Pawła II (do mostu na potoku Mordarka), Rynek, Szwedzka, Targowa, Zielona. 